# Salsa tartara
La salsa tartara è una salsa bianca e densa a base di maionese con l'aggiunta di cetrioli tritati, capperi e cipolla (o erba cipollina). Talvolta alla salsa sono aggiunte uova sode tritate, olive, rafano, aceto e spesso la senape è usata come emulsionante.
La salsa è solitamente usata per i piatti a base di pesce.